# Jacques Le Maho
Pour les articles homonymes, voir Maho.
Jacques Le Maho (né en 1952) est un historien et un archéologue médiéviste.  
Il est chargé de recherche au Centre national de la recherche scientifique, attaché au Centre de recherches archéologiques et historiques anciennes et médiévales. 
Ses recherches se concentrent principalement sur la basse Seine et la période du haut Moyen Âge et du Moyen Âge central. En tant qu'archéologue, il est spécialisé en castellologie et en architecture religieuse.

## Principaux chantiers de fouilles
- Abbaye Saint-Georges de Boscherville, en 1978-1979 ;
- Mirville (un habitat seigneurial dans le Pays de Caux), en 1979 à 1981 ;
- Gravenchon (une résidence des comtes d'Évreux, près de la Seine), de 1979 à 1987 ;
- Les abords de la cathédrale Notre-Dame de Rouen (les origines du groupe épiscopal de Rouen), de 1986 à 1993.

## Principales publications
- « L'Apparition des seigneuries châtelaines dans le Grand-Caux à l'époque ducale », dans Archéologie médiévale, 6, 1976, p. 5-148.
- La Motte seigneuriale de Mirville (XIe-XIIe s.) : Recherches historiques et archéologiques, Rouen, Centre de recherches archéologiques de Haute-Normandie, 1984.
- « La Cathédrale primitive de Rouen », dans Les Dossiers d'archéologie  (ISSN 1141-7137), no 144, 1990
- « L'Église Saint-Georges de Boscherville », dans Les Dossiers d'archéologie  (ISSN 1141-7137), no 144, 1990
- « Les Fouilles de la cathédrale de Rouen 1985 à 1993 :  Esquisse d'un premier bilan. », dans Archéologie médiévale, 24, 1994, p. 1-49.
- « Remarques sur la construction de bois en Haute-Normandie aux XIe et XIIe siècles », dans L'Architecture normande au Moyen Âge, M. Baylé (dir.), t. 1, Caen, éd. Corlet, 1997, p. 243-268.
- « Nouvelles hypothèses sur l'église Notre-Dame de Rouen au Xe siècle », dans Chapitres et cathédrales en Normandie, Actes du congrès des Sociétés historiques et archéologiques de Normandie à Bayeux, Annales de Normandie, 1997, p. 295-306.
- « Notes de castellologie Haut-Normande ; châteaux à motte, enceintes et églises fortifiées (XIe-XIIe s.) », dans Autour du château médiéval, Société historique et archéologique de l'Orne, Mémoires et Documents no 1, 1998, p. 219-243.
- avec Nicolas Wasylyszyn, Saint-Georges de Boscherville, 2000 ans d'Histoire, coédition G.R.A.P.C – A.T.A.R., Rouen, 1998, 65 p.
- « Autour d'une fondation monastique de saint Wandrille († 668) au diocèse de Rouen : la question de Vintlana », dans Bulletin de la Commission départementale des antiquités de la Seine-Maritime, t. XLV, 1997 (1998), p. 135-195.
- « Un exode de reliques dans les pays de la basse Seine à la fin du IXe siècle », dans Bulletin de la Commission départementale des antiquités de la Seine-Maritime, t. XLVI, 1998 (paru 1999), p. 136-188.
- « Fortifications de siège et "contre-châteaux" en Normandie (XIe-XIIe s.) », dans Château-Gaillard XIX, Actes du colloque international de Graz (Autriche) 22-29 août 1998, Caen, 2000, p. 181-189.
- L'Abbaye de Jumièges, Paris, Centre des monuments nationaux, éditions du Patrimoine, 2001, 64 p.
- « Les Normands dans la vallée de la Seine (IXe – Xe siècles) », dans Les Dossiers d'archéologie  (ISSN 1141-7137), no 277, 2002, p. 26-33
- avec Cécile Niel, « Observation sur la topographie funéraire de la cathédrale de Rouen (Xe – XIVe siècle) » dans Inhumations et édifices religieux au Moyen Âge entre Loire et Seine, Publications du CRAHM, Caen, 2004, p. 93-119